# The Other Side (EP)
The Other Side é um EP acústico da banda de heavy metal Godsmack, lançado em 16 de março de 2004. O EP inclui versões gravadas em acústico de várias músicas já lançadas pela banda, além de três novas faixas.
Uma nova música, "Touché", foi tocada pelo primeiro guitarrista de Godsmack, Lee Richards, e por também John Kosco, que, na época, fazia parte da banda Dropbox agora defunta. As duas outras músicas novas foram "Running Blind" e "Voices", que são antigas canções que foram escritas por Sully Erna mas nunca antes gravadas.
A faixa "Asleep" é na verdade uma versão acústica, mais curta e calma de "Awake", que faz parte do segundo álbum da banda de mesmo nome.

## Faixas
| N.º | Título                                                   | Compositor(es)        | Duração |  |
| 1.  | "Running Blind"                                          | Erna                  | 3:59    |  |
| 2.  | "Re-Align"                                               | Erna                  | 4:23    |  |
| 3.  | "Touché (com participação de John Kosco e Lee Richards)" | Erna, Kosco, Richards | 3:38    |  |
| 4.  | "Voices"                                                 | Erna                  | 3:44    |  |
| 5.  | "Keep Away"                                              | Erna                  | 4:49    |  |
| 6.  | "Spiral"                                                 | Erna                  | 5:21    |  |
| 7.  | "Asleep"                                                 | Erna                  | 3:58    |  |

## Posições nasparadas
Álbum - Billboard 200 (América do Norte)
| Ano  | Parada        | Posição |
| ---- | ------------- | ------- |
| 2004 | Billboard 200 | 5       |

Singles - Billboard (América do Norte)
| Ano  | Single          | Parada                 | Posição |
| ---- | --------------- | ---------------------- | ------- |
| 2004 | "Running Blind" | Mainstream Rock Tracks | 3       |
| 2004 | "Running Blind" | Modern Rock Tracks     | 14      |
| 2004 | "Touché"        | Mainstream Rock Tracks | 7       |
| 2004 | "Touché"        | Modern Rock Tracks     | 33      |

### Certificações
| País           | Vendas   | Data de certificação | Certificação |
| -------------- | -------- | -------------------- | ------------ |
| Estados Unidos | 500.000+ | 1 de junho de 2004   | Ouro         |